# Kolmikivi
Kolmikivi är ett skär i Finland.   Det ligger i kommunen Lovisa i landskapet Nyland, mycket nära gränsen mot Kymmenedalen, i den södra delen av landet, 90 km öster om huvudstaden Helsingfors.